# 1985年亚洲柔道锦标赛
1985年亚洲柔道锦标赛于当年3月在日本东京举办。

## 奖牌概况

### 女子项目
| 项目                           | 金牌                    | 银牌                    | 铜牌                   |
| 特轻量级 (48公斤级) （詳細）   | Li Aiyue（中国）        | Hitomi Nakahara（日本） | Hou（中華臺北）        |
| 特轻量级 (48公斤级) （詳細）   | Li Aiyue（中国）        | Hitomi Nakahara（日本） | Kwong（香港）          |
| 次轻量级 (52公斤级) （詳細）   | 山口香（日本）          | Ding（中華臺北）        | Lo（香港）             |
| 次轻量级 (52公斤级) （詳細）   | 山口香（日本）          | Ding（中華臺北）        | Zang（中国）           |
| 轻量级 (56公斤级) （詳細）     | 李忠云（中国）          | Ching（中華臺北）       | Satsuki Watabe（日本） |
| 轻量级 (56公斤级) （詳細）     | 李忠云（中国）          | Ching（中華臺北）       | Thant（缅甸）          |
| 次中量级 (61公斤级) （詳細）   | Kaori Hachinohe（日本） | Cheng（中華臺北）       | Li（大韩民国）         |
| 次中量级 (61公斤级) （詳細）   | Kaori Hachinohe（日本） | Cheng（中華臺北）       | Wang（中国）           |
| 中量级 (66公斤级) （詳細）     | Hikari Sasaki（日本）   | Liu（中国）             | Kang（大韩民国）       |
| 中量级 (66公斤级) （詳細）     | Hikari Sasaki（日本）   | Liu（中国）             | Huang（中華臺北）      |
| 次重量级(72公斤级) （詳細）    | Kotomi Kurokawa（日本） | Shi（中国）             | Yang（中華臺北）       |
| 次重量级(72公斤级) （詳細）    | Kotomi Kurokawa（日本） | Shi（中国）             | Byun（大韩民国）       |
| 重量级 (72公斤以上级) （詳細） | 高凤莲（中国）          | 坂上洋子（日本）        | Ling（中華臺北）       |
| 重量级 (72公斤以上级) （詳細） | 高凤莲（中国）          | 坂上洋子（日本）        | Kandi（印度尼西亚）    |
| 无差别 （詳細）                | 高凤莲（中国）          | You（中華臺北）         | O（大韩民国）          |
| 无差别 （詳細）                | 高凤莲（中国）          | You（中華臺北）         | 坂上洋子（日本）       |

### 奖牌榜
| 排名 | 国家／地区 | 金牌 | 银牌 | 铜牌 | 總數 |
| ---- | ---------- | ---- | ---- | ---- | ---- |
| 1    | 日本       | 4    | 2    | 2    | 8    |
| 1    | 中國       | 4    | 2    | 2    | 8    |
| 3    | 中華臺北   | 0    | 4    | 4    | 8    |
| 4    |            | 0    | 0    | 4    | 4    |
| 5    | 香港       | 0    | 0    | 2    | 2    |
| 6    | 緬甸       | 0    | 0    | 1    | 1    |
| 6    | 印度尼西亞 | 0    | 0    | 1    | 1    |
| 总计 | 总计       | 8    | 8    | 16   | 32   |